# Metachrostis orientis
Metachrostis orientis är en fjärilsart som beskrevs av Embrik Strand 1917. Metachrostis orientis ingår i släktet Metachrostis och familjen nattflyn. Inga underarter finns listade i Catalogue of Life.